# Château Boulart
Demeure privée, le château Boulart s'élève à une hauteur de soixante-trois mètres d’altitude à Biarritz, dans le département français des Pyrénées-Atlantiques en région Nouvelle-Aquitaine. Conçu dans le style éclectique qui a cours dans le dernier quart du XIXe siècle par l’un des architectes du Palais de Justice à Paris, Joseph Louis Duc, il conserve aujourd’hui l’intégralité des caractéristiques architecturales et les éléments décoratifs majeurs de la construction d’origine.
Les façades et la toiture du bâtiment ont été inscrites à l’Inventaire supplémentaire des monuments historiques le 29 octobre 1975.

## Histoire

### Les différentes dénominations
Le château Boulart est connu sous différentes dénominations. Durant sa construction, il est identifié par ses architectes comme Villa à Biarritz. Également villa Boulart ‒ une dénomination encore utilisée aujourd’hui ‒, du nom de Charles Boulart, le maître de l’ouvrage. Lui-même et ses descendants l’appellent villa Belle Fontaine. Au cours de son édification, la richesse de l’architecture et de la décoration le font dénommer par les Biarrots Folie Boulart, le nom que ses propriétaires actuels ont conservé.

### Charles Boulart (1828-1891) et Marthe Darricau (1843-1913)

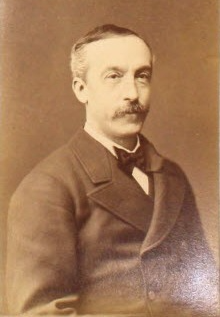
Charles Boulart.

La construction de la villa a été décidée par Charles Boulart qui achète en 1872 un terrain de cinq hectares à Biarritz.
Charles Eucher Boulart est né à Linxe dans les Landes, où s’élève le château familial. Docteur en droit, il devient maître de forges à Castets en s’associant à un oncle. Propriétaire de plus de treize mille hectares de pins, il devient maire de Linxe, conseiller général des Landes et est élu député du canton de Castets en 1876 et jusqu’en 1881.
Charles Boulart épouse en 1865 Marthe Darricau, l’aînée d’une famille protestante bordelaise. Elle est la fille de Charles Darricau (1808-1868), intendant général de Napoléon III et petite-fille du général de la Grande Armée Augustin Darricau (1773-1819) anobli par l’Empereur en 1808. Tous deux sont proches de la cour impériale.
Grâce à l’impératrice Eugénie, Biarritz est devenue une villégiature à la mode, fréquentée par des personnalités prestigieuses. Napoléon III y a fait construire la Villa Eugénie à partir de 1854 (elle sera détruite par un incendie en 1903). La reine Victoria, amie de l’Impératrice, lui rend visite. Têtes couronnées, grands-ducs et princesses russes, hommes de lettres, comme qu'Oscar Wilde ou Anton Tchekhov, s’y pressent.

### Les architectes

#### Joseph Louis Duc (1802-1879)
Charles Boulart confie la construction de sa Villa à Joseph Louis Duc, l’un des grands architectes français du XIXe siècle. Lauréat du Grand Prix de Rome en 1825, Duc séjourne à la Villa Médicis où il se lie avec Félix Duban, Léon Vaudoyer et Henri Labrouste. À son retour de Rome, il achève l’élévation de la « colonne de Juillet » place de la Bastille. Il est alors nommé architecte du Palais de Justice et participe à son agrandissement, en particulier côté Cour de Cassation. Membre de l’Institut en 1866, il reçoit en 1869 le Grand Prix d’architecture que Napoléon III vient de créer et dont il restera le seul lauréat. L’incendie que provoque la Commune de Paris en 1871 dévaste une grande partie du Palais de Justice dont la Cour de Cassation à peine achevée, et Duc en entreprend alors la reconstruction. Le vestibule de Harlay et sa façade sur la place Dauphine sont notamment son œuvre.
Le château Boulart est le seul chantier privé que mène Duc, à l’exception de la villa qu’il s’est construite dans un style oriental à Croissy-sur-Seine (détruite aujourd’hui). Lorsque Duc meurt en 1879, le château Boulart n’est pas totalement achevé.

#### (Louis) François Roux (1838-1921)
Pour la « Villa à Biarritz », Duc s’adjoint un jeune architecte, François Roux, qui l’assiste à partir de 1868 à la Cour de Cassation comme premier inspecteur des travaux. Après l’École des Beaux-Arts de Lyon où il a obtenu un Grand prix d’architecture, François Roux a intégré l’atelier de Charles Questel à l’École des Beaux-Arts de Paris en 1862. Lors de l’Exposition Universelle de 1867, il bâtit un pavillon des Cachemires et peint 25 aquarelles pour les « Albums du Parc » remis à Napoléon III. Il travaille avec Duc puis Coquart à la Cour de Cassation jusqu’en 1884 où il est nommé architecte en chef de l’Institut National des Jeunes Aveugles. Il mène en parallèle de nombreux chantiers personnels, dont un hôtel particulier avenue de l’Alma à Paris en même temps que le château Boulart, et travaille à l’invention d’un avion à ailes battantes.
À la mort de Duc, Roux poursuit la construction du château Boulart jusqu’en 1881.

### Les occupants successifs
Si la date d’entrée de la famille Boulart dans les lieux n’est pas avérée, on retient généralement l’année 1883. Charles Boulart meurt en 1891, et Marthe, prenant la succession de son mari à la tête des forges de Castets, met le château en location. Parmi les locataires : l’historien anglais J.E. Courtenay Bodley, ami d’Oscar Wilde, de 1902 à 1904 ‒ les époux Bodley reçoivent le roi de Suède Oscar II ‒ ; en 1905, un industriel américain, John G.A. Leishman, ancien président de Carnegie Steel Comp., ambassadeur des États-Unis à Constantinople, Rome puis Berlin ‒ il y reçoit le roi d’Angleterre ‒ ; en 1908, une riche Américaine, Mrs Amory Moore.
Le château est occupé, de 1915 à 1924, par un Américain francophile, L.R. Wanamaker, héritier d’une chaîne de grands magasins, et qui mène une intense activité de mécénat. En 1917, le château Boulart est mis par lui à la disposition de la Croix-Rouge américaine pour l’accueil de femmes et d’enfants réfugiés. Il acquiert la propriété en 1919.
En 1930, le château Boulart est occupé par l’institution Notre-Dame de Sion qui y ouvre un collège de jeunes filles, puis un pensionnat de jeunes filles (avec aménagement et surélévation de l’ancien gymnase qui deviendra improprement « Villa » Sion), puis un collège mixte, jusqu’à sa vente en 1974.
Peu à peu le domaine qui occupait cinq hectares a été morcelé et vendu en lots, et le parc s’est considérablement réduit. Le château Boulart est acquis par Pierre et Brigitte Delalonde fin 2015.

## Architecture

### Conception générale
Les cinquante années d’expérience de l’architecte Joseph Louis Duc, sa maîtrise de la construction monumentale au Palais de Justice servent ici à la conception d’une villa au programme complexe mais cohérent qui révèle un sens aigu de la mise en scène. L’ensemble s’apparente à l’éclectisme de l’époque. Sur un plan carré, les quatre façades décorées de sculptures se déploient en apportant différentes ruptures à la symétrie : accidents et saillies, balcon, tour, loggia, perron, porche néo-Renaissance, bow-window. Un belvédère octogonal au-dessus de l’entrée donne une vue à trois cent soixante degrés sur le paysage. Après un porche monumental, un escalier voûté style Renaissance s’ouvre sur un atrium à huit colonnes orné d’une fontaine, qui se développe sur trois niveaux et est éclairé par un vitrail en triptyque en trompe-l’œil. Le grand escalier intérieur, à double révolution, est bordé d’une rampe en fer forgé décorée de volutes et de dragons ailés. Une coupole d’inspiration italienne dans laquelle s’ouvrent huit paires de vitraux surmonte l’espace.
La villa répond par son plan et par son équipement aux exigences d’un confort moderne et aux besoins d’une famille de la haute société : salons, bibliothèque, oratoire, billard, étage pour les domestiques, sous-sol avec cuisine, caves, chais, laverie et autres annexes, chauffage central à air chaud par un calorifère placé sous le perron intérieur, citerne souterraine de quatre cents mètres cubes, monte-charges, escaliers de service, conduit vers un égout pour les ordures, etc. Des dépendances complètent la propriété : pavillon de gardien à la grille d’honneur, écuries, pavillon destiné au théâtre et au sport.
Artistes et artisans ont fait l’objet d’un choix minutieux (voir ci-dessous). Les matériaux ont été sélectionnés avec soin.
L’ensemble de ces caractéristiques permettent à l’architecte Claude Laroche d’y voir « un unicum entre les unicums, un élément important de l’architecture française de son temps » (Le Festin).
Deux archives documentent particulièrement cette construction :
- le double d’une perspective générale de la Villa dessinée par l’architecte François Roux et remise à Charles Boulart le 15 novembre 1874 (document privé) ;
- la description du bâtiment par François Roux, le plan des étages, le dessin des quatre façades et la coupe sur l’axe du vestibule publiés dans l’Encyclopédie d’Architecture en novembre 1880. Les sept planches ont été exposées au Salon de 1881.

### Marbres et pierres
L’abondance de l’usage du marbre est l’une des caractéristiques du château Boulart, il est en particulier doté de trente-deux colonnes et de vingt cheminées en marbre.
L’article de l’Encyclopédie d’Architecture répertorie certains de ces marbres. Un inventaire complet en a été fait en 2016-2017 par J. Dubarry de Lassale qui a dénombré les trente-quatre carrières dont ils sont extraits.
On peut mentionner :
- les façades en marbre rouge d’Ainhoa (à trente km de Biarritz), encadrées de pierre blanche de Crazannes aux fenêtres et balustres, et soulignées aux soubassements, chaînes d’angle et socles par du marbre Sainte-Anne d’Arudy ;
- les escaliers en pierre de Belvoye ;
- les caves en pierre marbrière de Bidache ;
- dans le sous-sol voûté, des piles, têtes et arcs en marbre de Sainte-Anne d’Arudy ;
- au rez-de-jardin, des colonnes en marbre Lumachelle de Lourdes ;
- les huit colonnes de l’atrium et deux au palier du premier étage, avec des fûts monolithiques en Sarrancolin « Fantastico » d’un mètre dix de circonférence, marbres de la carrière d’Ilhet (Hautes-Pyrénées) d’où proviennent aussi des colonnes de l’Opéra Garnier à Paris ;
- les lambris de l’atrium et du premier étage, plaques décoratives, frontons en marqueterie de marbres colorés selon une gamme chromatique précise : Campan vert et griotte rouge des Hautes-Pyrénées, Sarrancolin d’Ilhet ;
- les cheminées sculptées dans des marbres tous différents (qu’on retrouve dans les cheminées du château de Versailles) : marbre rouge antique de Villerambert, rouge de Caunes-Minervois, Brèche d’Alep, rose Enjugerais, Campan vert, griotte rouge de Belgique, noir Marquiña, Campan rubané, Sarrancolin d’Ilhet, Brèche violette, rosé vif des Pyrénées, griotte rouge de Campan, Lumachelle de Lourdes, Coquillier de Bilbao, Carrare blanc veiné, noir Sainte-Anne d’Arudy, colonne en vert Maurin encadrant une cheminée en bois.

### Mosaïques
Deux cent quatre-vingt-dix mètres carrés de mosaïques recouvrent en partie les sols du château Boulart : atrium, vestibule, espaces de transition (seuils, paliers), oratoire et donjon. Elles ont été identifiées par la spécialiste Danielle Justes comme le travail de mosaïstes italiens originaires du Frioul et de Vénétie, l’atelier de Gian Domenico Facchina, qui a essaimé à travers l’Europe dont la France. Ces mosaïques sont dans un état de conservation extraordinaire compte tenu de leur dissimulation sous les sols jusqu’à leur découverte en 1987 puis en 2016.

Sont particulièrement remarquables : le motif central de l’atrium dessinant huit arcades avec feuilles d’acanthe et rinceaux, sceptres enflammés, et le ceignant, une frise rouge et verte cernée de noir ; des médaillons en volutes entourant les grilles de chauffage ; un tapis de fleurs sur le palier de l’escalier avec feuilles d’acanthe vertes, rinceaux en tesselles jaunes, bandes noires et jaunes, le monogramme B ; dans la salle en haut du donjon, une fleur stylisée entourée d’arceaux en volutes ; au premier étage, une mosaïque blanche semée de croisettes noires et rouges et des rinceaux à volutes et feuilles d’acanthe ; dans l’oratoire, un agneau souriant entouré d’un semis à croisettes noires sur fond blanc.

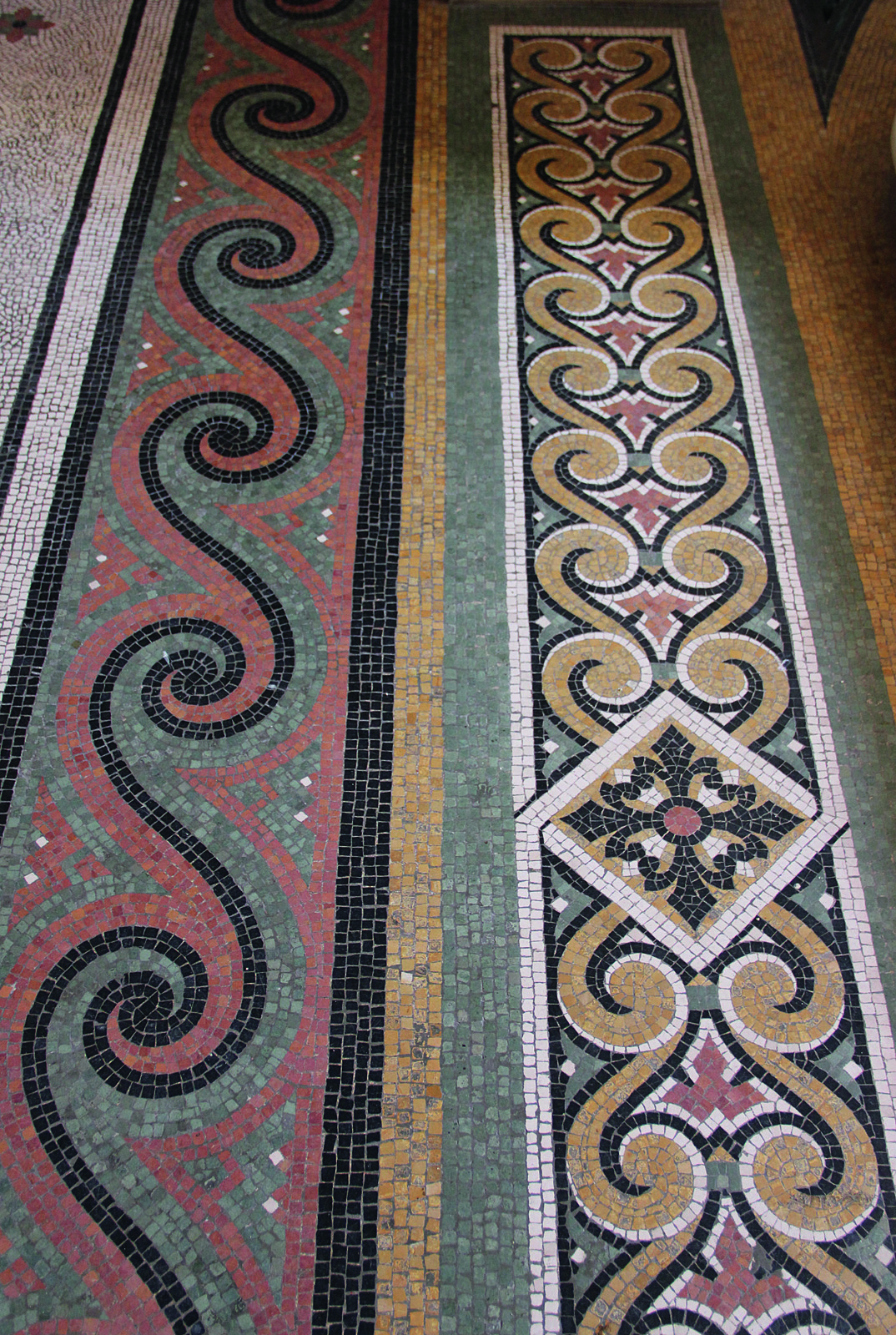
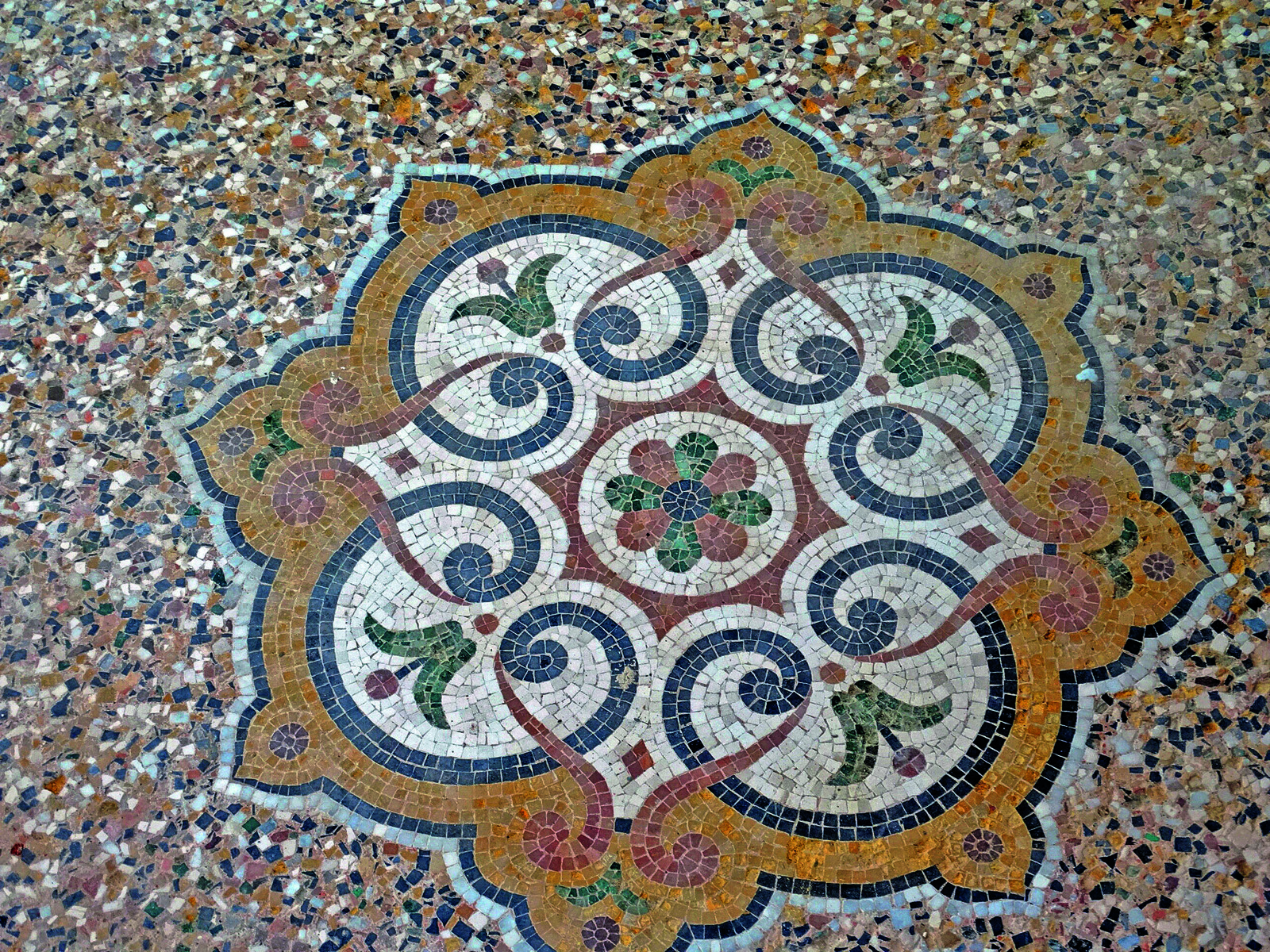
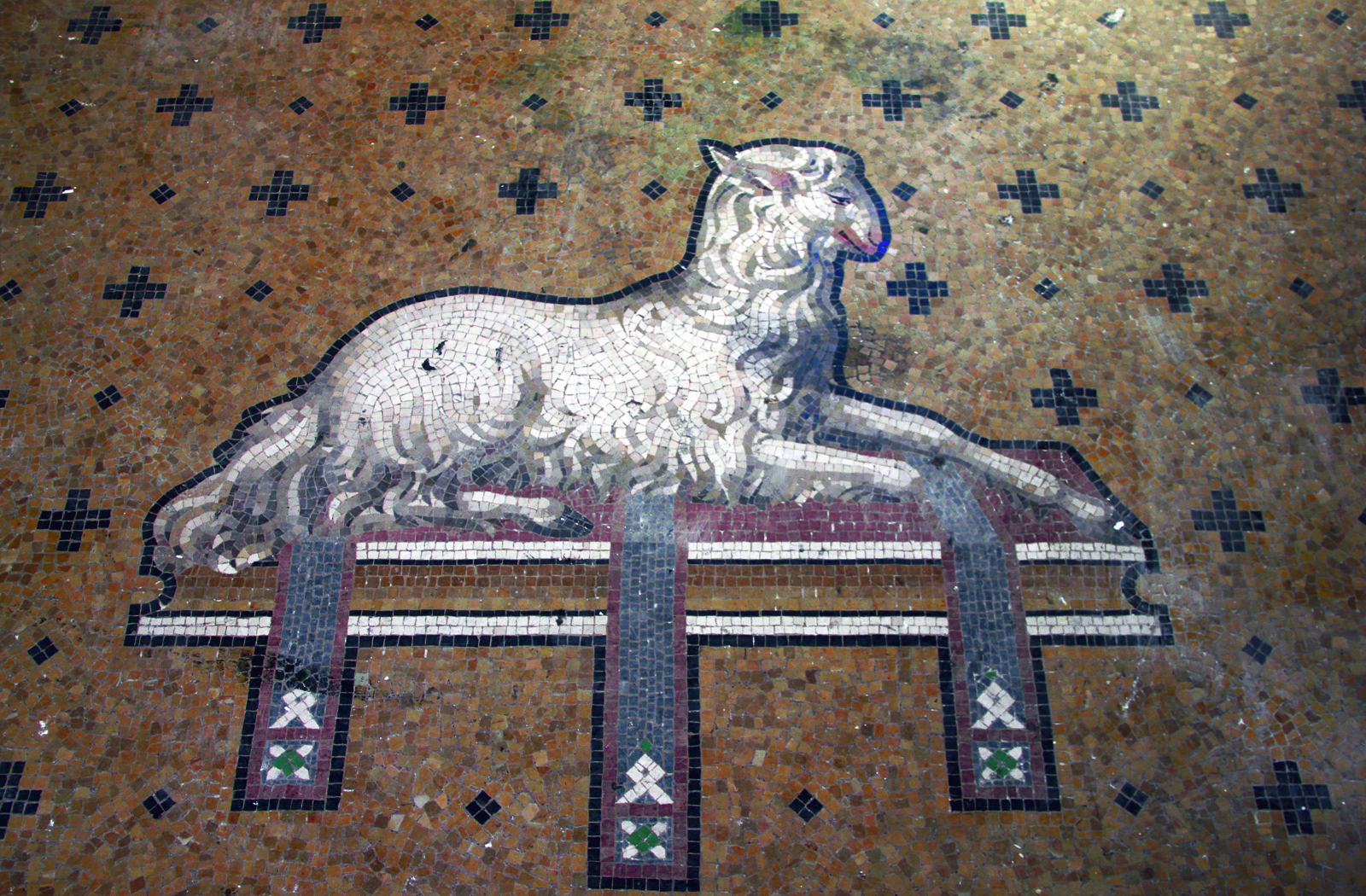

### Vitraux
L’une des pièces les plus remarquables du château et encore en place est constituée par le grand vitrail en triptyque situé à mi-hauteur de l’escalier d’honneur sur la façade ouest. Daté de 1871, il est signé du maître verrier Eugène Oudinot de la Faverie (1827-1889), médaille d’or à l’Exposition Universelle de 1878. Ses trois baies en plein cintre représentent un jardin de treillage peint en trompe-l’œil : décor végétal et structures de treillage aériennes. Sur le plan technique, l’artiste, qui divise la surface en rectangles de taille identique assemblés au plomb, utilise ici un procédé d’émail breveté en 1879 et qui fait du vitrail un écran translucide à l’aspect glacé et poudré favorisant la dispersion de la lumière.
Autre création d’Oudinot de la Faverie : les huit paires de vitraux qui éclairent la coupole. Ils représentent un motif médiéval dit « en cuir découpé » très prisé durant la Renaissance, auquel est intégré le monogramme « B » pour Boulart.

Dans le même temps, Oudinot crée un vitrail pour l’hôtel particulier du comte de Camondo à Paris ; il exporte sa technique aux États-Unis où il crée en 1883-1884 cinq verrières en architecture de treillage pour l’architecte américain Richard Morris Hunt, auteur des cartons du triptyque de Boulart (cf. thèse d'Amélie Duntze-Ouvry, Université Blaise Pascal, Clermont II, 2017).

Vitraux du château Boulart à Biarritz
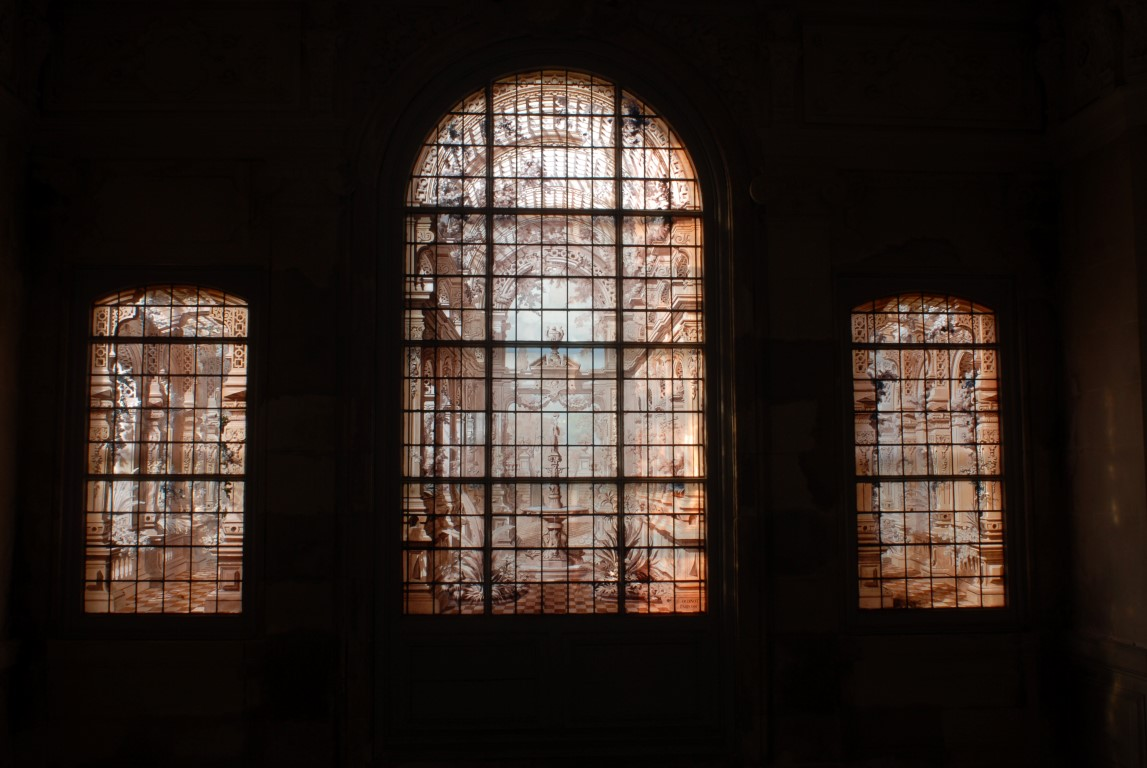
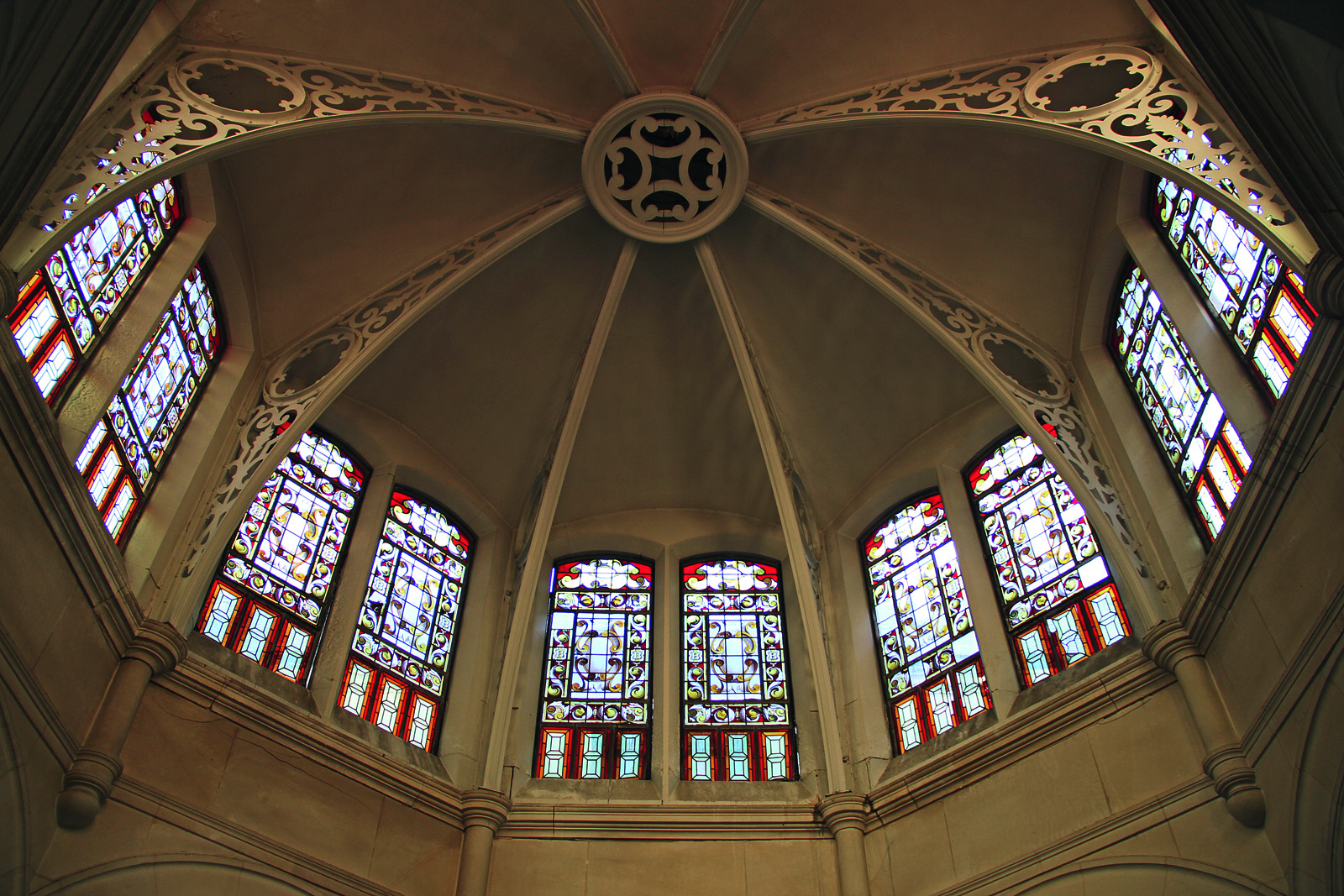

### Peintures

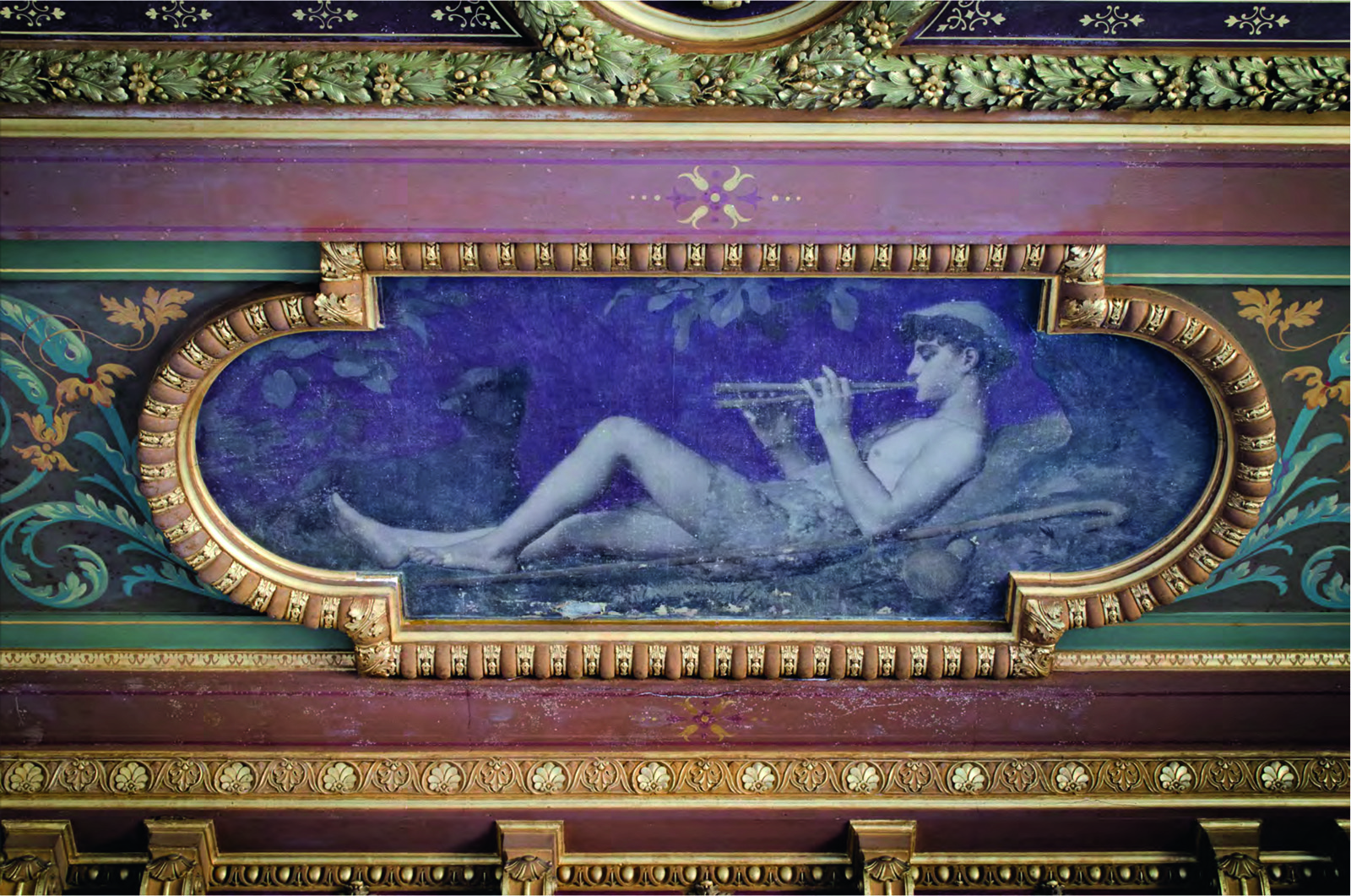

Le plafond du Grand Salon était décoré à l’origine d’une grande peinture centrale entourée de quatre cartouches. À l’arrivée du dernier propriétaire (fin 2015), le motif central alors visible, une fresque d’inspiration saint-sulpicienne postérieure à la construction du Château, a été déposé dans l’espoir de remettre au jour la peinture initiale ; mais il n’en subsistait aucune trace. Les quatre cartouches qui étaient alors recouverts d’une épaisse couche de peinture bleu ciel, ont été dégagés au cours de 2016-2017 et ont laissé apparaître quatre toiles d’inspiration mythologique : Diane endormie, Diane au repos, Pâtre jouant de la flûte, Le Chasseur Actéon surpris par Diane.
Dans l’angle d’un cartouche, le prénom Tony, et les restes de quelques lettres du nom de Robert Fleury ont permis de lancer des recherches et d’attribuer ces quatre peintures à Tony Robert-Fleury (1837-1911). Fils du peintre Joseph-Nicolas Robert-Fleury, qui a dirigé la Villa Médicis à Rome, il expose au Salon de Paris en 1866 et se spécialise dans les grandes compositions historiques et les portraits ; il sera président de la Société des Artistes français et de la Fondation Taylor.

## Restauration
Après leur acquisition en novembre 2016, les propriétaires actuels du Château ont fait procéder à une minutieuse restauration pour restituer au lieu son état d’origine. Ce travail a impliqué la recherche des documents de l’époque encore existants ou de certains éléments disparus à la suite de ventes. On peut mentionner comme étapes saillantes de la restauration : le dévoilement des sculptures des écoinçons du fronton nord, le dégagement des cartouches du plafond du Grand Salon, la remise en état des mosaïques abîmées surtout dans les lieux de passage, la restauration des vitraux d’Eugène Oudinot de la Faverie (triptyque et vitraux de la coupole), la reconstitution des crêtes et poinçons de la toiture de Monduit, la restitution des couleurs de la coupole, la remise en état de la rampe du grand escalier, la réparation de parquets en marqueterie.

#### Histoire et architecture
- L’Encyclopédie d’Architecture, novembre 1880, F. Roux, texte descriptif pages 171-172, planches 631, 632, 645, 646, 647 et 670.
- Le Recueil d’Architecture, 8e année, 1880, planches 37 (grille d’entrée) et 38 (Pavillon de concierge).
- Raguenet, Matériaux et documents d’architecture, planches : Chapiteau, Chéneau.
- Documents privés des descendants de François Roux (divers brouillons et croquis, perspective de 1874, correspondance de F. Roux de 1875).
- Claude Laroche, « Le château Boulart, la règle et l’exception », article illustré dans Le Festin, no 61, 2007, pages 48 à 53.
- Claude Laroche, dans Tous à la plage ! Villes balnéaires du XVIIIe siècle à nos jours, Catalogue de l’exposition de la Cité de l’architecture et du patrimoine, Linéart, 2016.
- Robert et Cougny, Dictionnaire des parlementaires français, 1889.
- Base Mérimée ‒ Immeubles protégés au titre des Monuments Historiques : Château Boulard.
- Documents des dossiers nominatifs par spécialité du Service Documentation du Musée d’Orsay.

#### Toitures et décoration
- Loyrette, Mathieu, Crosnier-Lecomte, Catalogue sommaire illustré des dessins d’Architecture et d’Art décoratif du musée d’Orsay, référence ARO 1983-23,
- Collection Monduit : Dorothea Kaiser et Robert Dulau, L’Atelier Monduit, Une collection d’ornements d’architecture, coll. Itinéraires, Editions du Patrimoine, 2011.
- J. Dubarry de Lassale, auteur de Identification des Marbres, Vial, 2000,
- Rapport « La Folie Boulart – Référencement des marbres et pierres utilisés dans le château », mars 2017.
- Amélie Duntze-Ouvry, « La renaissance du vitrail civil au XIXe siècle – Une « perspective vitrée » par Eugène Stanislas Oudinot au « Château Boulart », Biarritz », article illustré dans La Revue de l’Art, no 192, juin 2016, pages 73 à 75.
- Maryse Andrys, auteur de Le renouveau de la mosaïque monumentale en France Un demi-siècle d’histoire, 1875-1914, Actes Sud, 2007.